# ملفوف (طبخة)
ملفوف أو يبرق أو سَرمة أو (بالمصرية:كرنب) (نقحرة: سارما) حسب اللفظ التركي (بالتركية: sarma)‏ (بالأذرية: kələm dolmas) (بالبلغارية: сармa)‏ (بالمجرية: töltött káposzta)‏ (باليونانية: σαρμάδες ,λαχανοντολμάδες)‏ (بالكرواتية: sarma) (بالرومانية: sarmale)‏ هي طبخة ملفوف ورقة العنب

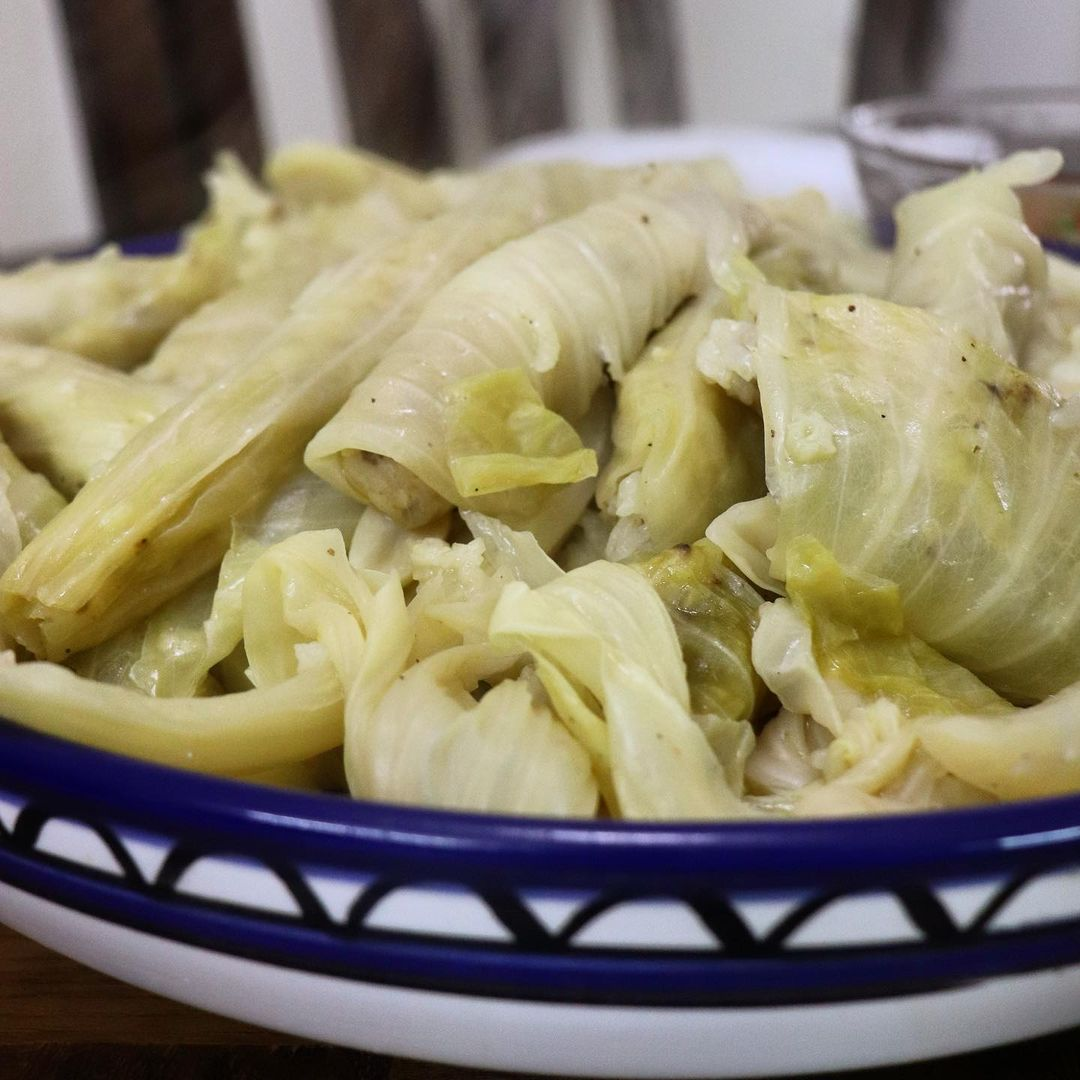
طبق ملفوف مطبوخ

أو ورقة الكرنب أو البنجر (شمندر) وهو تقليدي في المطبخ العربي والتركي وبعض الدول الأخرى القريبة مثل: البوسنة والهرسك، كرواتيا، سلوفينيا، اليونان، هنغاريا، جمهورية مقدونيا، الجبل الأسود، مولدوفا، رومانيا، صربيا، وأوكرانيا. ويوجد أيضًا في المطبخ الروسي، الأذري، الإيراني، الكزخي، القرغيزي، الأوزبكي، التركمانستاني، البولندي.

## التسمية
تسمى بالعربية ملفوف من اللف، وبالتركية سرمة هو اسم مشتق من الفعل التركي Sarmak والذي يعني «اللف» أو «التغطية»، وسرمة شبيهة بالدولمة (ورق العنب أو الدوالي)، والاسمان يستخدمان لوصف نفس الشيء في العديد من اللغات. بما ان التسمية تشير إلى عملية اللف، فان الكلمة سرمة تستخدم في تركيا كاسم لفطائر حلوة شبيهة بالبقلاوة، saray sarma و fıstık sarma. حيث تحضر بلف عجين الفيلو حول خليط من المكسرات المسحوقة والقطر.

## التحضير
لحم مفروم (و يتنوع من لحم البقر، الخنزير، وحتى البط والوز), أرز، بصل، والعديد من البهارات، تتضمن الملح والفلفل المطحون ومختلف الاعشاب المحلية، وتخلط معاً وتلف داخل ورقة النبتة، والتي يمكن ان تكون ورقة كرنب (طازجة أو مخللة) أو حتى عنب أو شمندر، ومن ثم يتم غليها لعدة ساعات.
تختلف وصفات السرمة من منطقة لأخرى وعددها لايحصى، حتى ان وصفات للنباتيين وو صفات أخرى بالسمك موجودة.
سرت العادة في العديد من دول البلقان أن تقدم السرمة المعدة بلحم الخنزير في مواسم الاعياد مثل عيد الميلاد وعيد القيامة.